# Xã Plum Creek, Quận Kossuth, Iowa
Xã Plum Creek (tiếng Anh: Plum Creek Township) là một xã thuộc quận Kossuth, tiểu bang Iowa, Hoa Kỳ. Năm 2010, dân số của xã này là 326 người.